# 新泰瓢蜡蝉属
新泰瓢蜡蝉属（学名：Neotapirissus）是瓢蜡蝉科下的一个属。

## 下属物种
本属包括以下物种：
- 网新泰瓢蜡蝉 Neotapirissus reticularis Meng & Wang, 2016